# Suwanee
Suwanee é uma cidade localizada no estado americano de Geórgia, no Condado de Gwinnett.

## Demografia
Segundo o censo americano de 2000, a sua população era de 8 725 habitantes.
Em 2006, foi estimada uma população de 14 034, um aumento de 5309 (60.8%).

## Geografia
De acordo com o United States Census Bureau tem uma área de 25,6 km², dos quais 25,4 km² cobertos por terra e 0,2 km² cobertos por água. Suwanee localiza-se a aproximadamente 327 m acima do nível do mar.

## Localidades na vizinhança
O diagrama seguinte representa as localidades num raio de 16 km ao redor de Suwanee.